# Pernitz
Pernitz ist eine Marktgemeinde mit 2547 Einwohnern (Stand 1. Jänner 2025) im Bezirk Wiener Neustadt in Niederösterreich.

## Geografie
Die Gemeinde Pernitz liegt im Piestingtal in Niederösterreich. Hier mündet der Myrabach auf 430 Meter Seehöhe in die Piesting. Der hier breitere Talboden wird von den bewaldeten Gutensteiner Alpen umgeben. Die höchsten Erhebungen sind Altöd-Nordostgipfel (681 m) im Westen, Spatzenwälderkogel (750 m) und Heuschober (766 m) im Norden sowie Hohe Mandling (967 m) im Osten.

### Gemeindegliederung
Das Gemeindegebiet umfasst folgende zwei Ortschaften und gleichnamigen Katastralgemeinden (in Klammern Einwohnerzahl Stand 1. Jänner 2025):
- Feichtenbach (111)
- Pernitz (2436)

### Nachbargemeinden
| Muggendorf | Pottenstein (BN)                            |                |
| Gutenstein | Kompassrose, die auf Nachbargemeinden zeigt | Hernstein (BN) |
|            | Waidmannsfeld                               | Waldegg        |

## Geschichte
Funde belegen, dass das Gebiet von Pernitz seit der Jungsteinzeit besiedelt war.
Vor Christi Geburt war das Gebiet Teil des keltischen Königreiches Noricum und gehörte zur Umgebung der keltischen Höhensiedlung Burg auf dem Schwarzenbacher Burgberg.
Später unter den Römern lag das heutige Pernitz dann in der Provinz Pannonia.
Der Name stammt von perenica, was ein Bach, an dem mit glühenden Kohlen gearbeitet wird bedeutet. Dieser Name stammt aus dem Slawischen. Vor den Slawen waren bereits Kelten an diesem Ort.
1165 wird der Ort im Falkensteiner Codex erstmals erwähnt. Der Ort wurde 1632 vom Grafen Hoyos gekauft, wodurch es mit dem Ort aufwärtsging. Rückschläge waren jedoch die Pest 1679 und bald darauf die zweite Türkenbelagerung 1683.
1828 wurde die Straße über den Hals ins Triestingtal gebaut, 1877 die Gutensteinerbahn oder Piestingtalbahn. Dies bedeutete einen weiteren Fortschritt, ebenso wie der Bau einer Hochquellenwasserleitung im Jahr 1904 und der Elektrifizierung im Jahr 1908.
Am Ende das Tales von Feichtenbach befindet sich das 1904 gegründete ehemalige Sanatorium Wienerwald, ursprünglich eine Lungenheilanstalt, die im Dritten Reich als Lebensborn-Heim genutzt wurde. Nach einem Umbau durch Franz Mörth wurde das Gebäude ab 1952 bis in die 1980er das ÖGB-Heim „Karl Maisel der Metall- und Bergarbeiter“, später ein Erholungsheim der Krankenkasse und zuletzt das „Hotel Feichtenbach“. Das architektonisch interessante Gebäude ist seit 2002 ohne Nutzung.
Zum Markt wurde Pernitz am 16. Juli 1961 erhoben.

### Bevölkerungsentwicklung
| Pernitz: Einwohnerzahlen von 1869 bis 2025          | Pernitz: Einwohnerzahlen von 1869 bis 2025 | Pernitz: Einwohnerzahlen von 1869 bis 2025 | Pernitz: Einwohnerzahlen von 1869 bis 2025 | Pernitz: Einwohnerzahlen von 1869 bis 2025 |
| --------------------------------------------------- | ------------------------------------------ | ------------------------------------------ | ------------------------------------------ | ------------------------------------------ |
| Jahr                                                |                                            |                                            |                                            | Einwohner                                  |
| 1869                                                | 1869                                       |                                            | 778                                        | 778                                        |
| 1880                                                | 1880                                       |                                            | 902                                        | 902                                        |
| 1890                                                | 1890                                       |                                            | 922                                        | 922                                        |
| 1900                                                | 1900                                       |                                            | 1.089                                      | 1.089                                      |
| 1910                                                | 1910                                       |                                            | 1.322                                      | 1.322                                      |
| 1923                                                | 1923                                       |                                            | 1.700                                      | 1.700                                      |
| 1934                                                | 1934                                       |                                            | 1.932                                      | 1.932                                      |
| 1939                                                | 1939                                       |                                            | 2.172                                      | 2.172                                      |
| 1951                                                | 1951                                       |                                            | 2.458                                      | 2.458                                      |
| 1961                                                | 1961                                       |                                            | 2.584                                      | 2.584                                      |
| 1971                                                | 1971                                       |                                            | 2.938                                      | 2.938                                      |
| 1981                                                | 1981                                       |                                            | 2.627                                      | 2.627                                      |
| 1991                                                | 1991                                       |                                            | 2.513                                      | 2.513                                      |
| 2001                                                | 2001                                       |                                            | 2.601                                      | 2.601                                      |
| 2011                                                | 2011                                       |                                            | 2.529                                      | 2.529                                      |
| 2021                                                | 2021                                       |                                            | 2.463                                      | 2.463                                      |
| 2025                                                | 2025                                       |                                            | 2.547                                      | 2.547                                      |
| Quelle(n): Statistik Austria, Gebietsstand 1.1.2021 |                                            |                                            |                                            |                                            |

### Religion
Nach den Daten der Volkszählung 2001 sind 64,4 % der Einwohner römisch-katholisch und 4,2 % evangelisch. 9,2 % sind Muslime, 1,4 % gehören orthodoxen Kirchen an. 18,4 % der Bevölkerung haben kein religiöses Bekenntnis.

## Kultur- und Sehenswürdigkeiten

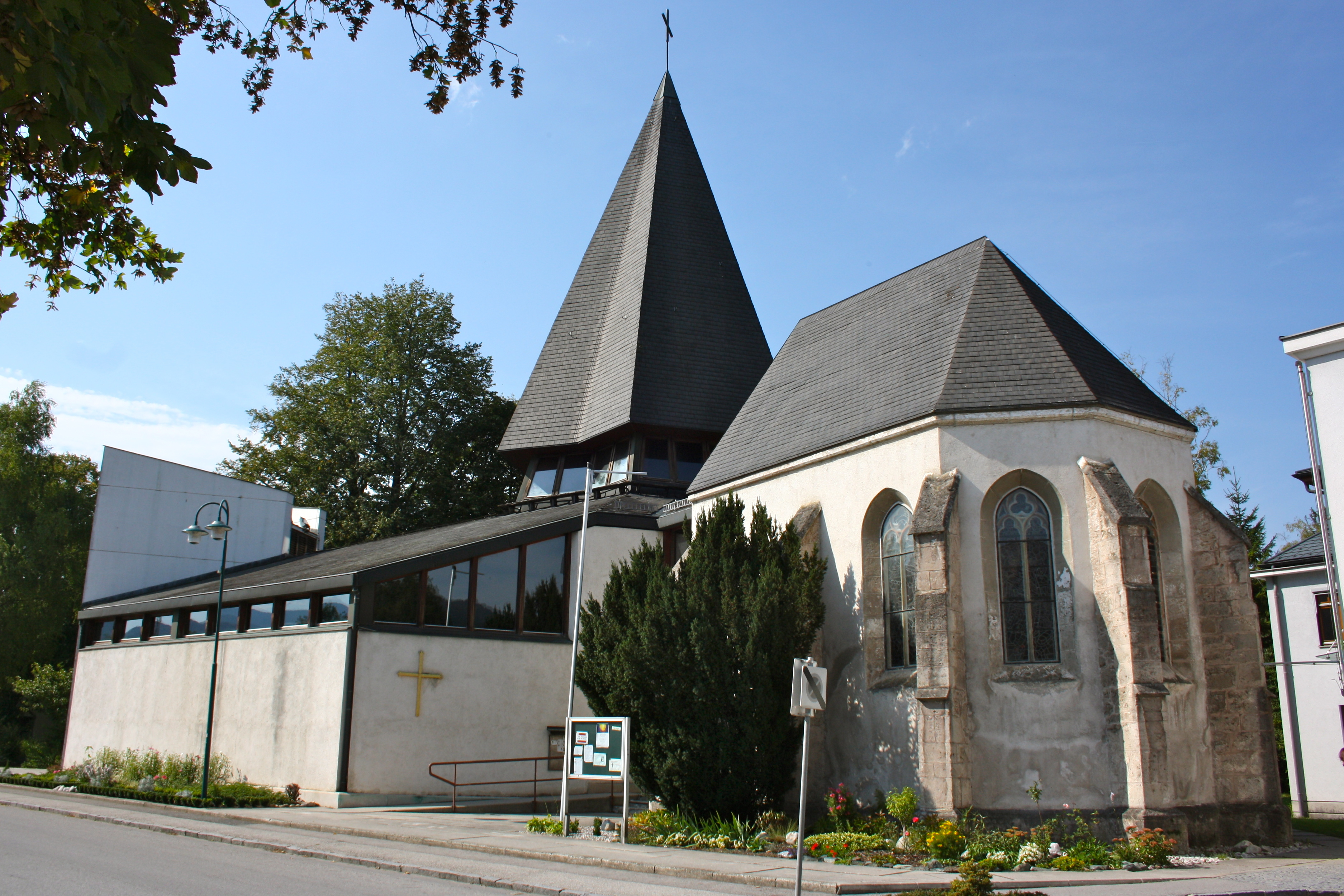
Pfarrkirche Pernitz

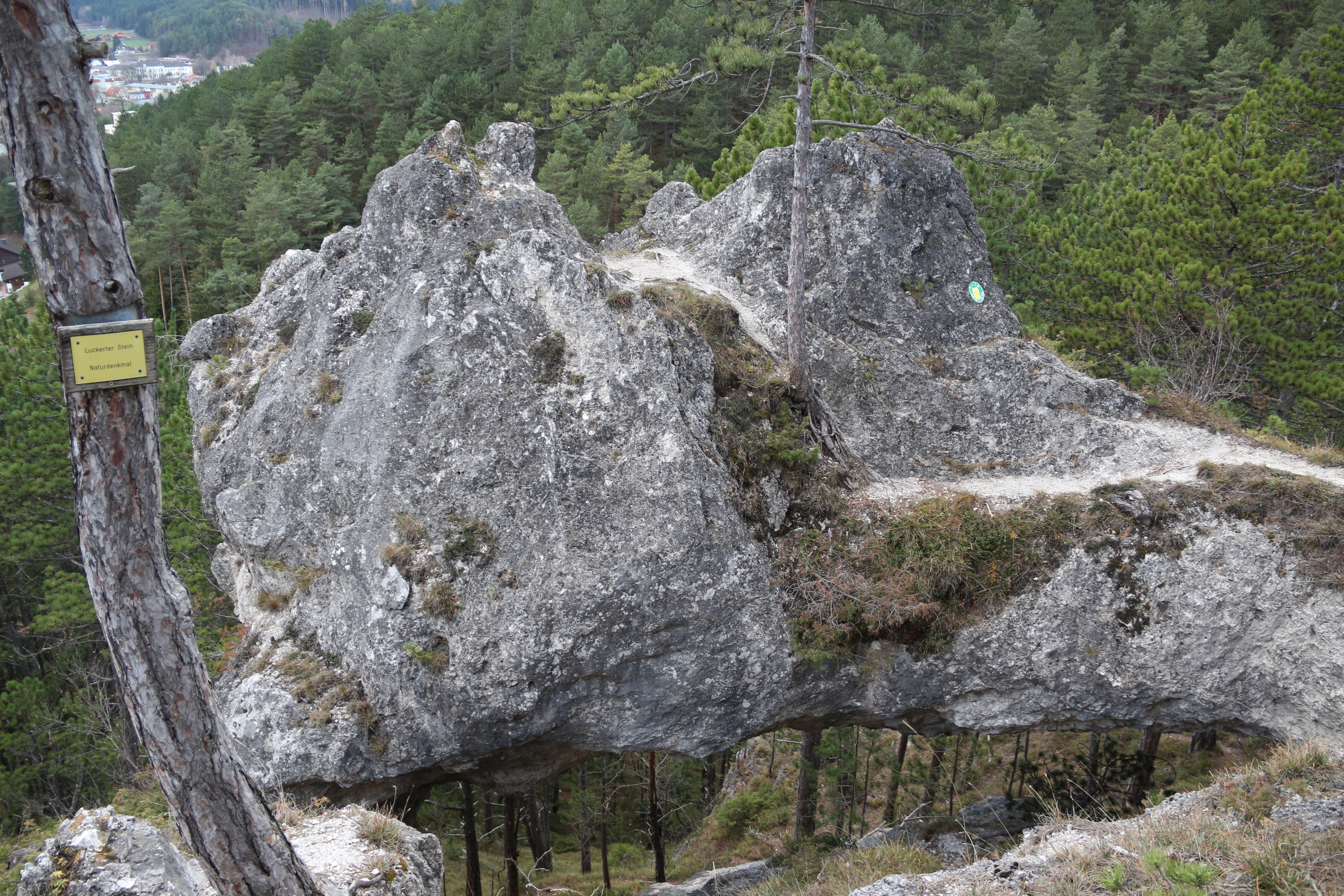
Luckerter Stein

- Katholische Pfarrkirche Pernitz hl. Nikolaus: Der moderne Zentralraum wurde 1969/1970 nach Plänen des Architekten Georg Lippert errichtet. Der gotische Chor der alten Kirche wurde als Seitenkapelle erhalten.[5]
- Die Kalksteinformation „Luckerter Stein“ befindet sich auf einem Hügel nördlich des Ortes.

## Wirtschaft und Infrastruktur
Die Wirtschaft von Pernitz ist vor allem durch eine landwirtschaftliche und kleingewerbliche Struktur geprägt, hat aber auch durch die im Ortsteil Ortmann ansässige Papierfabrik (früher im Besitz des Bunzl-Konzerns, heute der Essity) überregionale industrielle Bedeutung.
Durch das vielfältige Freizeit- und Kulturangebot ist Pernitz auch ein beliebter Fremdenverkehrsort.

### Verkehr
- Bahn: Pernitz liegt an der ÖBB Strecke Nr. 521 „Piestingtalbahn“ und hat 4 Haltestellen im Ort. (Ortmann, Pernitz Wipfelhofstraße, Pernitz Muggendorf und Pernitz Raimundviertel)
- Bus: Seit 6. Juli 2020 ist Pernitz Knotenpunkt im Öffentlichen Verkehr. Am Bahnhof Pernitz Muggendorf sind 7 Buslinien (330, 332, 333, 334, 335, 339 und 340) untereinander und mit der Bahn verknüpft. Es gibt 13 Bushaltestellen im Ort.

### Öffentliche Einrichtungen
In der Gemeinde gibt es eine Volksschule und eine Mittelschule.
Das von GeoSphere Austria betriebene Conrad-Observatorium macht Messungen von Beben, Schwerefeld und Magnetfeld der Erde.

## Politik
Der Gemeinderat hat 21 Mitglieder.
- Mit den Gemeinderatswahlen in Niederösterreich 1990 hatte der Gemeinderat folgende Verteilung: 13 SPÖ, 6 ÖVP, und 2 FPÖ.
- Mit den Gemeinderatswahlen in Niederösterreich 1995 hatte der Gemeinderat folgende Verteilung: 13 SPÖ, 5 ÖVP, und 3 FPÖ.[7]
- Mit den Gemeinderatswahlen in Niederösterreich 2000 hatte der Gemeinderat folgende Verteilung: 11 SPÖ, 6 ÖVP, 3 FPÖ, und 1 Bürgerliste Pernitz.[8]
- Mit den Gemeinderatswahlen in Niederösterreich 2005 hatte der Gemeinderat folgende Verteilung: 12 SPÖ, 7 ÖVP, und 2 LWP.
- Der Gemeinderat war 2006 aufgrund von Mandatsniederlegungen von ÖVP und LWP (Liste „Wir Pernitzer“) beschlussunfähig geworden. Bei der aus diesem Grund vorgezogenen Gemeinderatswahl im April 2006 hatte der Gemeinderat folgende Verteilung: 7 SPÖ, 7 ÖVP, 4 Liste Rupprecht, und 3 LWP.[9]
- Mit den Gemeinderatswahlen in Niederösterreich 2010 hatte der Gemeinderat folgende Verteilung: 10 ÖVP, 6 SPÖ, 3 Liste LWP, 1 Liste SBR, und 1 Grüne.[10]
- Mit den Gemeinderatswahlen in Niederösterreich 2015 hatte der Gemeinderat folgende Verteilung: 9 ÖVP, 5 Liste Wir Pernitzer, 5 SPÖ, 1 FPÖ, und 1 Grüne.[11] Nach der Gemeinderatswahl einigten sich die ÖVP und SPÖ auf eine Koalition. Bei der konstituierenden Gemeinderatssitzung am 23. Februar wurden Hubert Postiasi (ÖVP) zum Bürgermeister und Christine Scheibenreif (SPÖ) zur Vizebürgermeisterin gewählt
- Mit den Gemeinderatswahlen in Niederösterreich 2020 hatte der Gemeinderat folgende Verteilung: 8 ÖVP, 5 Liste UP-SPÖ, 3 Grüne, 3 Liste MITeinander, 2 Liste Wir Pernitzer. Bei der konstituierenden Gemeinderatssitzung am 9. März 2020 wurde Hubert Postiasi (ÖVP) zum Bürgermeister- und Markus Panzenböck (Grüne) zum Vizebürgermeister gewählt. In den Gemeindevorstand wurden Lukas Brodtrager (UP-SPÖ), Johanna Gruber (ÖVP) und Johanna Bayer (ÖVP) sowie Erich Panzenböck (Liste MITeinander) gewählt.[12]
- Mit den Gemeinderatswahlen in Niederösterreich 2025 hatte der Gemeinderat folgende Verteilung: 6 FPÖ, 6 ÖVP, 4 Grüne, 3 SPÖ und 2 Liste Miteinander (MIT).[13] Nach der Wahl einigten sich ÖVP, SPÖ und Liste Miteinander auf eine Koalition. Hubert Postiasi (ÖVP) wurde zum Bürgermeister- und Ulrike Hammer-Strebinger (SPÖ) wurde zur Vizebürgermeisterin gewählt.

### Bürgermeister
- bis 9. Mai 1945 Josef Sumasgutner[14]
- 1945–1945 Hans Mayer, Amtszeit vom 9. bis 30. Mai 1945
- 1945–1946 Franz Lenz (KPÖ)
- 1946–1947 Franz Moderegger (SPÖ)
- 1947–1974 Julius Berger (SPÖ)
- 1974–1984 Johann Federsel (SPÖ)
- 1984–1994 Walter Wastl (SPÖ)
- 1994–2005 Frieda Rauchegger (SPÖ)
- 2005–2006 Silvia Rupprecht (SPÖ)
- 2006–2013 Rudolf Postl (ÖVP)
- seit 2013 Hubert Postiasi (ÖVP)

### Wappen
Das Marktwappen wurde Pernitz im Jahr 1961 verliehen: Einen im Wellenschnitt von Grün und Gold gespaltenen Schild, vorne an der Schnittlinie einen silbernen, grün durchzogenen Wappenpfahl, die hintere Schildhälfte im Verhältnis eins zu zwei durch einen silbernen schmäleren, grün durchzogenen Wellenbalken geteilt. Darunter ein grüner Nadelbaum; der Treffpunkt von Wellenpfahl und Wellenbalken belegt mit einem sechsspeichigen roten Kammerrad.
Das Grün und Gold steht für Wald und Felder, die Wellenbalken symbolisieren die Flüsse Mira und Piesting, der Nadelbaum den Waldreichtum sowie das Rad die Industrie.

## Persönlichkeiten

### Söhne und Töchter der Gemeinde
- Bruno Ertler (1889–1927), Schriftsteller
- Stefan Pauer (1922–2011), Alpinist
- Herbert Zeman (* 1940), Literatur- und Sprachwissenschaftler, ehemaliger Vorstand des Institutes für Germanistik der Universität Wien
- Heinrich Wefelscheid (1941–2020), Mathematiker
- Elisabeth Ebenberger (* 1942), Schriftstellerin
- Hermann Reichert (* 1944), Philologe, Skandinavist und Germanist
- Rainer Schlagbauer (1949–2022), Fußballspieler
- Adolf Michel (* 1952), Lehrer, Musiker und Kabarettist[15]
- Christine Pellikan (* 1957), bildende Künstlerin
- Petra Wlezcek (* 1966), viermalige Weltcupsiegerin im Skibob

### Personen mit Bezug zur Gemeinde
- Ferdinand Raimund (1790–1836), Schauspieler und Dramatiker
- John Bunzl (1945–2022), Politikwissenschaftler, Nahostexperte und Soziologe

## Historische Landkarten

Pernitz und seine Umgebung um 1872 (Aufnahmeblätter der Landesaufnahme)
Ortsgebiet von Pernitz und das Piestingtal mit der Straße über den Hals
Westen von Pernitz mit Muggendorf, Gutenstein und den Myrafällen
Im Norden liegt der Steinwandgraben Richtung Triestingtal